# Auxopus madagascariensis
Auxopus madagascariensis är en orkidéart som beskrevs av Rudolf Schlechter. Auxopus madagascariensis ingår i släktet Auxopus och familjen orkidéer. Inga underarter finns listade i Catalogue of Life.